# Jason LaRue
Michael Jason LaRue (né le 19 mars 1974 à Houston, Texas, États-Unis) est un receveur de baseball ayant joué dans les Ligues majeures de 1999 à 2010. Il a porté les couleurs des Reds de Cincinnati, des Royals de Kansas City et des Cardinals de Saint-Louis.

## Carrière
Jason LaRue est choisi au 5e tour par les Reds de Cincinnati en 1995, alors qu'il évolue pour l'équipe de baseball de la Dallas Baptist University à Dallas. Il fait ses débuts dans les majeures pour les Reds le 15 juin 1999.
LaRue évolue huit années pour Cincinnati, devenant le receveur principal de l'équipe à compter de la saison 2001. Il connaît ses meilleures campagnes en offensive de 2002 à 2005, dépassant à quatre reprises le seuil des 50 points produits et atteignant un sommet personnel de 60 points produits en 2005.
Ses statistiques offensives commencent à décliner drastiquement dès 2006, où sa moyenne au bâton (194) n'atteint même pas la ligne de Mendoza. Le 20 novembre 2006, il est transféré aux Royals de Kansas City contre un joueur à être nommé plus tard. Les Reds veulent surtout se débarrasser du salaire annuel de 5,45 millions de dollars consenti à LaRue, et comme les deux clubs ne peuvent s'entendre sur ce joueur à être nommé plus tard, Kansas City achète le contrat du receveur pour la somme de 1 dollar.
Après une seule saison où il ne frappe que pour 148 avec les Royals, Jason LaRue signe comme agent libre un contrat d'un an avec les Cardinals de Saint-Louis pour la saison 2008. Ce contrat est renouvelé, chaque fois pour une période d'un an, après les saisons 2008 et 2009.
Sa saison 2010 prend fin le 10 août après une mêlée générale au début d'un match opposant les Cards aux Reds de Cincinnati. LaRue souffre d'une commotion cérébrale après avoir reçu à la tête des coups de pied administrés par le lanceur des Reds Johnny Cueto, qui sera suspendu pour plusieurs matchs après l'incident. Le 19 septembre, LaRue annonce sa retraite de joueur. Il dit avoir subi près de 20 commotions cérébrales dans sa vie, incluant les années passées à jouer au football au high school. Il impute à sa décision les symptômes ressentis après avoir été frappé par Cueto lors de l'altercation du mois précédent.
Jason LaRue a disputé 922 parties dans les majeures, frappant dans une moyenne au bâton de 231 avec 628 coups sûrs, 96 circuits, 348 points produits et 307 points marqués.